# Doom
Дум (енгл. Doom) је рачунарска игра из 1993. године коју је направила компанија id Software.
Та ознака представља жанр игре из првог лица (FPS). Нашироко је познато у овој игри коришћење 3Д графике, као и могућност играња игре у мултиплејеру преко мреже на PC платформи. Исто тако је постојала и подршка за играче да створе различито окружење у игри (WAD).
Ова игра је била створена као бесплатни софтвер који се може дистрибутирати (фривер), па се процењује да ју је у року од две године са Интернета преузело више од 10 милиона људи што јој је донело велику популарност, поготово у начину играња. Дум је игра која је убрзо постала узор многим играма из првог лица (FPS) које су биле произведене средином деведесетих година. Такве игре су биле познате и као тзв. Дум клонови, жаргонски думачине. Графика ове игре и много насиља су ову игру учинили предметом расправа који сежу ван света игара. Наводно, Дум игра је била оцењена као игра свих времена.
Дум тада није била само игра, већ и привилегија, па су убрзо уследили многобројни наставци као што су Doom II: Hell on Earth (1994), те многобројна проширења (експанзије) која укључују The Ultimate Doom (1995), Masters Levels for Doom II (1995) и Final Doom (1996). 
Оригинално пуштене у продају за PC/DOS, ове игре су касније пребачене и на остале платформе које уклључују и једанаест играчких конзола. Серијали који су уследили након оригиналног Дума су изгубили углед јер је технологија Дум енџина била надмашена у деведесетим годинама. Но, упркос томе, фанови Дума су и даље стварали нове WAD-ове, модификовали изворне кодове који су били објављени 1997. године. Игра је поново постала популарна 2004. године након изласка Дум 3. Та игра је редизајнирана оригинална игра у којој се користила модерна технологија израде. Дум 3 игра је уско повезана и са филмом који је изашао 2005. и такође се зове Дум.